# Günther I. von Wettin
Günther von Wettin, auch Günther von Brehna († 1. April 1090) war von 1079 bis 1090 Bischof von Naumburg.

## Leben
Günther stammte aus dem Haus Wettin und war ein Sohn des Gero von Brehna und der Bertha von Schwarzburg. Nachdem er 1079 zum Bischof von Naumburg gewählt war, wurde er von Hartwig von Spanheim für sein Amt ordiniert. Damit waren die Wettiner in ihrer Vogtei stärker verankert. Die Festigung des Herrschaftsbereiches der Wettiner, auf der Seite von Rudolf von Rheinfelden, veranlasste Heinrich IV. 1080 Günther aus seinem Bistum zu verdrängen. Dies schlug fehl, da durch die Schlacht bei Hohenmölsen Heinrich von seinen Bemühungen abließ.
Dafür beteiligt sich Günther an den Verhandlungen in Gerstungen und 1085 in Berka, wo man unter der Führung des Gegenkönigs Hermann von Salm den Bannfluch gegen Heinrich erneuerte. Heinrich reagierte auf die Synode, indem er die Teilnehmer exkommunizierte und absetzte. So wurde auch in Naumburg ein Gegenbischof aufgestellt, dessen Name sich jedoch nicht erschließen lässt. Im Jahr 1088 einigten sich die Wettiner mit Heinrich IV. Dies kommt unter anderem darin zum Ausdruck, dass Günther aus der Hand des Kaisers 158 Hufen in der Gegend von Helfta und Schafstedt südöstlich von Eisleben erhielt.
Somit nahm er im Sommer 1088 am Fürstengericht in Quedlinburg teil, wo Ekbert II. von Meißen als schuldig befunden wurde, gegen Heinrich IV. vorgegangen zu sein. Durch jene Neuaufteilung erlangten die Wettiner einen größeren Einfluss, auch verstärkt durch die geistliche Verbindung mit Werner von Wolkenburg dem Merseburger Bischof. Versuche, seinen Vetter Friedrich, dem Abt von Gosseck nach seinem Tod in das Amt zu verhelfen, verpufften am Widerstand des Kaisers.